# فرودگاه چیکوتیمی/ساینت-هونور
فرودگاه چیکوتیمی/ساینت-هونور (به انگلیسی: Chicoutimi/Saint-Honoré Aerodrome) یک فرودگاه همگانی باربری با کد یاتا YRC است که یک باند فرود آسفالت دارد و طول باند آن ۱۱۳۸ متر است. این فرودگاه در کشور کانادا قرار دارد و در ارتفاع ۱۶۶ متری از سطح دریا واقع شده‌است.